# کلیسای بانوی غمگین ما، ریگا
کلیسای بانوی غمگین ما (لتونیایی: Sāpju Dievmātes Romas katoļu baznīca) کلیسای کاتولیک رومی در ریگا، پایتخت لتونی است. این کلیسا در سال ۱۷۸۵ ساخته شد.